# Io sono Bruce Lee
Io sono Bruce Lee (I Am Bruce Lee) è un documentario del 2012, su Bruce Lee, girato dal regista Pete McCormack. Tra i filmati rari sull'attore vi sono un'apparizione nella serie TV Arrivano le spose e un filmato a colori al torneo di Long Beach, che si credeva perduto.

## Trama
Il documentario ripercorre la vita di Bruce Lee attraverso filmati rari e numerose nuove interviste fatte alla moglie Linda Lee Cadwell, la figlia Shannon, l'istruttore di JKD e amico di Bruce, Dan Inosanto (Game of Death) e la figlia Diana Lee Inosanto, il campione del mondo di kickboxer Robert Wall (L'urlo di Chen terrorizza anche l'occidente, Enter The Dragon, Game of Death), l'ex studente di JKD di Bruce Lee, Richard Bustillo, gli attori Mickey Rourke (I mercenari, Iron Man 2, The Wrestler) e Ed O'Neill (Modern Family), la superstar dell'NBA Kobe Bryant, Taboo dei The Black Eyed Peas, l'attrice e la lottatrice delle MMA Gina Carano (Haywire), il leggendario stuntman ed ex lottatore di wrestling, campione del mondo di judo Gene LeBell, il campione del mondo UFC Jon Jones, il campione di pugilato Manny Pacquiao e l'ex campione del mondo di sanda e combattente di MMA Cung Le.

## Distribuzione
Il documentario è stato distribuito negli Stati Uniti il 9 febbraio 2012, nel Regno Unito il 20 luglio dello stesso anno, mentre in Italia è stato trasmesso per la prima volta il 20 luglio 2013, in occasione del 40º anniversario dalla sua morte, sul canale digitale DMAX.